# Comité international des mouvements d'enfants et d'adolescents
Het Comité international des mouvements d'enfants et d'adolescents (CIMEA) (Nederlands: Internationaal Comité van kinder- en jeugdbewegingen) is een koepelorganisatie van de internationale pionierbeweging. 

## Structuur
De organisatie maakt deel uit van de Wereldfederatie van democratische jeugd (WFDY). Er zijn organisaties uit 58 landen aangesloten, waaronder de Belgische Pioniers.

## Historiek
Op 15 februari 1958 werd te Boedapest een 'kinderbureau' opgericht binnen de WFDY. In 1962 werd CIMEA als onafhankelijk comité opgericht.